# Fondo Piadoso de las Californias
El Fondo Piadoso de las Californias tuvo su origen, en 1697, en las donaciones voluntarias hechas por individuos y corporaciones religiosas en México a miembros de la Compañía de Jesús, para posibilitarles propagar la Fe Católica en el área entonces conocida como California. Las primeras contribuciones al fondo fueron hechas por el conde de Miravalle, el marqués de Buenavista, Juan Caballero y Ocio, Pedro Gil de la Sierpe y el propio Virrey de Nueva España, Don Fernando de Alencastre Noroña y Silva, y se colocaron en manos de los misioneros, los más activos de los cuales fueron Juan María de Salvatierra y Visconti y Eusebio Francisco Kino. 

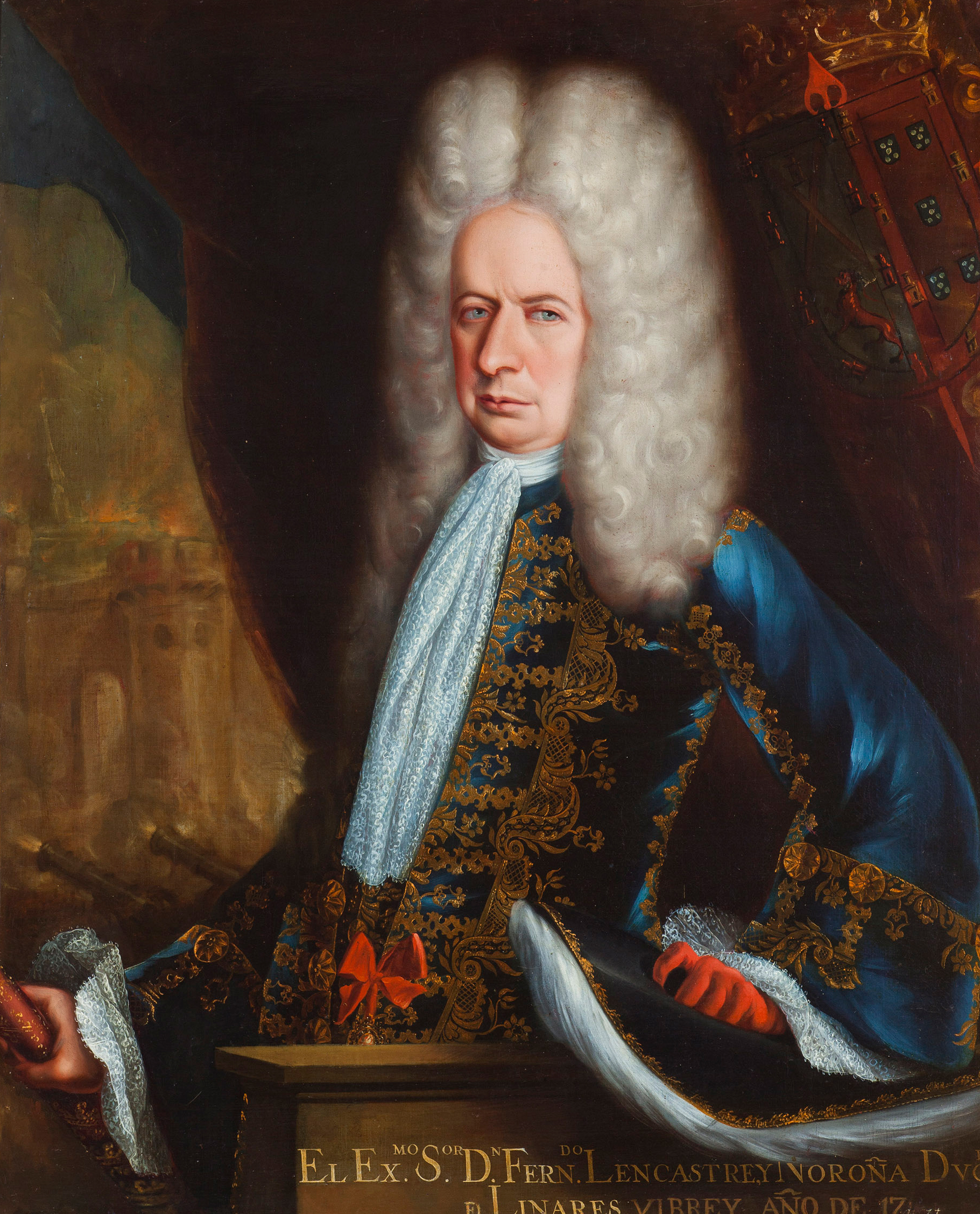
Fernando de Alencastre Noroña y Silva

## Donaciones originales durante el Virreinato de Nueva España del Imperio Español
Al principio, el fondo tenía solo 37,000 pesos, que fue suficiente para fundar una misión en Loreto. Las donaciones posteriores y más amplias fueron hechas por el Marqués de Villapuente de la Peña y su prima y esposa la Marquesa de las Torres de Rada junto con la Duquesa consorte de Béjar y Gandía, y tomaron la forma de acuerdos tomados por los donantes de mantener la propiedad donada perpetuamente para las misiones, y dedicar la renta de ella a esa finalidad. Donaron haciendas con valor de 200,000 pesos en 1735, después de un levantamiento de los Indios de la Baja California en 1734-35.

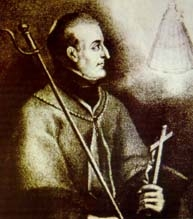
Juan María de Salvatierra

En 1717 los capitales de prácticamente todas las donaciones se entregaron a los jesuitas, y desde ese año hasta la expulsión de la Compañía de Jesús de México el Fondo Piadoso fue administrado por ellos. En 1768, con la expulsión de todos los miembros de la Compañía del territorio español por la Pragmática Sanción de Carlos III de España, la corona de España asumió la administración del fondo, vendiendo ya irregularmente algunas propiedades del mismo y el resto las mantuvo hasta que se logró la independencia mexicana en 1821.

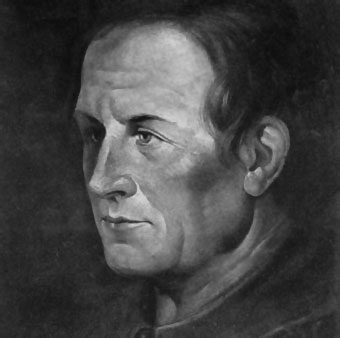
Padre misionero Eusebio Francisco Kino.

Durante este periodo (1768-1821) las labores misioneras en California se dividieron, el territorio de la Alta California se confió a los franciscanos, y el de la Baja California a los dominicos. Antes de la expulsión de los jesuitas se habían fundado trece misiones en la Baja California, y para el año 1823 los franciscanos habían establecido veintiuna misiones en la Alta California. En 1823 el recién establecido Gobierno de México asumió la administración del fondo y continuó administrándolo hasta 1840.

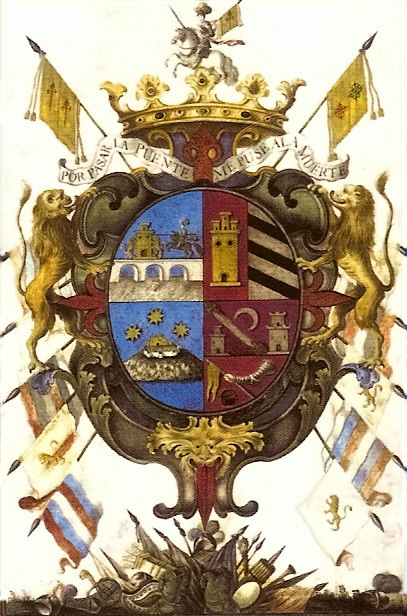
Armas del Marqués de Villapuente de la Peña.

## México independiente
En 1836 México aprobó una ley autorizando una petición a la Santa Sede para la creación de un obispado en California, y declarando que a su creación “la propiedad perteneciente al Fondo Piadoso de las Californias sería puesta a disposición del nuevo obispo y sus sucesores, para ser gestionado por ellos y empleado para sus fines, u otros similares, respetando siempre los deseos de sus fundadores”.
En respuesta a esta petición, el Papa Gregorio XVI, en 1840, erigió una diócesis en California y nombró a Francisco García Diego y Moreno (entonces presidente de las misiones de las Californias) como primer obispo de la diócesis. Poco después de su consagración, México entregó las propiedades del Fondo Piadoso al obispo García Diego, y fueron tenidas y administradas por él hasta 1842, cuando el general Antonio López de Santa Anna, Presidente de México, promulgó un decreto revocando la disposición arriba mencionada de la ley de 1836, y ordenando que el gobierno se hiciera de nuevo cargo del fondo.
Las propiedades del fondo fueron entregadas por la fuerza al gobierno mexicano en abril de 1842, y el 24 de octubre de ese año se promulgó un decreto por el General Santa Anna ordenando que las propiedades del fondo se vendieran, venta que se hizo ilegalmente, incumpliendo las condiciones de perpetuidad impuestas por sus donantes, principalmente por el Marqués de Villapuente de la Peña, principal benefactor del Fondo, y que el producto se incorporara al tesoro nacional, y además disponía que la venta fuera por una cantidad que representara la renta anual de las propiedades capitalizada al seis por ciento por año. El decreto disponía que “el tesoro público reconocerá una deuda del seis por ciento por año sobre el producto total de la venta” y empeñaba específicamente el impuesto del tabaco para el pago de esa cantidad “para llevar a cabo los fines a que dicho fondo está destinado”.

## Demanda tras la Cesión Mexicana
Por el Tratado de Guadalupe Hidalgo de 2 de febrero de 1848, el Alto México se cedió a Estados Unidos por México, y todas las reclamaciones de ciudadanos de los Estados Unidos contra la República de México que se habían acumulado hasta entonces fueron satisfechas por los términos del tratado.
Tras el tratado de Guadalupe Hidalgo (y de hecho durante algunos años antes) México no hizo pagos en beneficio de las misiones. El arzobispo y obispos de California reclamaron que, como ciudadanos de los Estados Unidos, tenían derecho a pedir y recibir de México en beneficio de las misiones dentro de sus diócesis una proporción adecuada de las cantidades que México había asumido pagar en su decreto legislativo de 24 de octubre de 1842. Por un convenio entre Estados Unidos y México, concluido el 4 de julio de 1868, y promulgado el 1 de febrero de 1869, se creó una Comisión Mixta Americano-Mexicana de Reclamaciones para considerar y decidir la validez de las reclamaciones sostenidas por ciudadanos de un país contra el Gobierno del otro que se habían presentado entre la fecha del tratado de Guadalupe Hidalgo y la fecha del convenio que creaba la comisión. A esta comisión presentaron, en 1869, los prelados de la Alta California sus reclamaciones contra México por la parte del interés de veintiún años sobre el Fondo Piadoso (acumulado entre 1848 y 1869) pagadero según los términos del decreto de Santa Anna de 1842, en lo que correspondía proporcionalmente a las misiones de la Alta California (al haber permanecido la Baja California en territorio mexicano).
Al someterse esta reclamación a decisión los comisionados mexicanos y norteamericanos no se pusieron de acuerdo sobre su adecuada resolución, y se remitió al árbitro de la comisión, Sir Edward Thornton, entonces embajador británico en Washington. El 11 de noviembre de 1875, el árbitro dio un fallo favorable al arzobispo y los obispos de California.
Según ese fallo, el valor de los fondos en la época de su venta en 1842 se fijó finalmente en 1.435.033$. El interés anual de esta cantidad al seis por ciento (la tasa fijada en el decreto de 1842) ascendía a 86.101’98$ y por los veintiún años entre 1848 y 1869 totalizaba 1.808.141’58$. El árbitro sostenía que de esta cantidad, la mitad debía ser la correspondiente equitativamente a las misiones de la Alta California, situadas en territorio norteamericano, y por tanto concedía a los Estados Unidos por cuenta del arzobispo y los obispos de California 904.070’79$.
Esta sentencia fue pagada en oro por México de acuerdo con los términos del convenio de 1868, en trece plazos anuales. Sin embargo, México discutió su obligación de pagar ningún interés acumulado después del periodo cubierto por el fallo de la Comisión Mixta de Reclamaciones (esto es, después de 1869), y se abrieron negociaciones diplomáticas entre el Gobierno de los Estados Unidos y el Gobierno de México, que resultaron, después de algunos años, en la firma de un protocolo entre los dos gobiernos el 22 de mayo de 1902, por el que la cuestión de la responsabilidad de México se sometía a la Corte Permanente de Arbitraje de La Haya. Esta fue la primera controversia internacional sometida al Tribunal. Según los términos del protocolo, el Tribunal Arbitral tenía que decidir, primero si la responsabilidad de México de hacer pagos anuales a los Estados Unidos por cuenta de los obispos católicos de California se había convertido en res judicata por el fallo de la Comisión Mixta de Reclamaciones, y segundo, si no, si era justa la reclamación de los Estados Unidos, de que México estaba obligado a continuar tales pagos.

### Veredicto del Tribunal de La Haya
El 14 de octubre de 1902, el Tribunal de La Haya publicó un fallo juzgando que la responsabilidad de México estaba establecida por el principio de res judicata, y en virtud de la sentencia arbitral de Sir Edward Thornton, como árbitro de la Comisión Mixta de Reclamaciones; que en consecuencia el Gobierno Mexicano estaba obligado a pagar a los Estados Unidos, para el arzobispo y obispos católicos de California la cantidad de 1.402.682’67$, en cumplimiento de las anualidades que se habían acumulado desde 1869 hasta 1902, y que tenía la obligación adicional de pagar “perpetuamente” una anualidad de 43.050’99$ en moneda de curso legal en México. El Gobierno de México desde la fecha del fallo de La Haya ha cumplimentado sus disposiciones, y paga anualmente al Gobierno de los Estados Unidos, en plata mexicana, para los prelados católicos de California, la cantidad que se juzgó se debía como anualidad “perpetua”.

## Últimos pagos del Gobierno mexicano
Esto fue así hasta 1967. Como recuerda el Informe de Gobierno del presidente mexicano Gustavo Díaz Ordaz: Mediante el pago de Dls. 716,546.00 por fin quedó liquidada la vieja reclamación que el Gobierno de los Estados Unidos de Norteamérica tenía contra el nuestro en el caso del llamado Fondo Piadoso de las Californias, liberándonos así del pago perpetuo de una renta anual a la que la Corte Permanente de Arbitraje de La Haya había condenado a México desde 1902.